# Grete Klitgaard
Grete Vita Johansen, bedre kendt som Grete Klitgaard (5. december 1934 i Hjortekær, Lundtofte – 26. januar 1964 på Frederiksberg) var en dansk sangerinde.
Hun vandt en sangkonkurrence i 1953 i National Scala i København og fik en pladekontrakt med det danske pladeselskab Tono. Hendes hits var blandt andet "Han skal i glas og ramme", "Liselotte", "Drengen og hesten" og "Visne roser".
I lidt over 10 år nåede hun at indspille et stort antal melodier, hvoraf mange er evergreens. Hun vil bl.a. blive husket for sin ligefremme optræden, sin klare stemme og sit gode humør. 
I april 2015 udkom en dobbelt-CD med 48 melodier fra Grete Klitgaards  mange indspilninger. Det er det første af fire dobbeltalbum. Titlen er Grete Klitgaard - i glas og ramme. I alt er der udkommet fire dobbelte CD'er med alle hendes pladeindspilninger. 